# Suite équidistribuée
En mathématiques, une suite de nombres réels est dite équidistribuée ou uniformément répartie si la proportion de termes qui se retrouvent dans un sous-intervalle est proportionnelle à la longueur de cet intervalle. De telles suites sont étudiées dans la théorie approximation diophantienne et dans diverses applications de la méthode de Monte-Carlo.

## Définition
Une suite {s1, s2, s3, ...} de nombres réels est dite équidistribuée sur un intervalle [a, b] si, pour tout sous-intervalle [c, d] de [a, b], on a :
{\displaystyle \lim _{n\to \infty }{\left|\{\,s_{1},\dots ,s_{n}\,\}\cap [c,d]\right| \over n}={d-c \over b-a}}.
(Ici, la notation |{s1,...,sn }∩[c,d]| désigne le nombre d'éléments, parmi les n premiers éléments de la suite, étant compris entre c et d)
Par exemple, si une suite est équirépartie dans [0, 2], étant donné que l'intervalle [0,5 ; 0,9] occupe 1/5 de la longueur de l'intervalle [0, 2], n devient plus large, la proportion du premier n des membres de la suite qui se situent entre 0,5 et 0,9 doit approcher 5/1. Grosso modo, on peut dire que chaque membre de la suite est également susceptible de tomber partout dans cet intervalle. Toutefois, cela ne veut pas dire que {sn} est une suite de variables aléatoires ; c'est une suite déterminée de nombres réels.

### Écart
On définit l'écart DN pour une suite {s1, s2, s3, ...} par rapport à l'intervalle [a, b], sous la forme :
{\displaystyle D_{N}=\sup _{a\leq c\leq d\leq b}\left\vert {\frac {\left|\{\,s_{1},\dots ,s_{N}\,\}\cap [c,d]\right|}{N}}-{\frac {d-c}{b-a}}\right\vert .\,}
Une suite est donc équidistribuée si l'écart DN tend vers zéro lorsque N tend vers l'infini.
L'équirépartition est un critère assez faible pour exprimer le fait qu'une suite remplit le segment sans laisser d'espace. Par exemple, les dessins d'une variable aléatoire uniforme sur un segment seront équirépartis sur le segment, mais il y aura de grands écarts par rapport à une suite qui énumère d'abord les multiples de ε dans le segment, pour une petite ε, de manière appropriée, puis continue de le faire pour des valeurs plus petites et plus petites de ε.

### Critère intégral de Riemann pour l'équidistribution
Rappelons que si f est une fonction ayant une intégrale de Riemann dans l'intervalle [a, b], son intégrale sera donc la limite des sommes de Riemann prises par l'échantillonnage de la fonction f dans un ensemble de points choisis parmi une fine partition de l'intervalle. Par conséquent, si une suite est équirépartie dans  [a, b], il est prévu que cette suite peut être utilisée pour calculer l'intégrale d'une fonction de l'intégrale de Riemann. Cela conduit au critère suivant pour une suite équidistribuée :
Soit (s1, s2, s3,...) une suite contenue dans l'intervalle [a, b]. Les conditions suivantes sont donc équivalentes :
1. la suite est équirépartie sur [a, b] ;
2. pour toute fonction f : [a, b] → C intégrable au sens de Riemann, on a :
{\displaystyle \lim _{N\to \infty }{\frac {1}{N}}\sum _{n=1}^{N}f\left(s_{n}\right)={\frac {1}{b-a}}\int _{a}^{b}f(x)\,\mathrm {d} x}.

Ce critère amène à l'idée de la méthode de Monte-Carlo pour le calcul numérique des intégrales, dans laquelle les intégrales sont approximées en évaluant la fonction sur une suite de variables aléatoires équiréparties sur l'intervalle.
En fait, le théorème de Bruijn-Post fournit une réciproque pour le critère ci-dessus : si f est une fonction telle que le critère est satisfait pour toute suite équidistribuée dans [a, b] (c'est-à-dire s'il existe une limite commune L à toutes les suites du membre de gauche dans la condition 2), alors, f est intégrable au sens de Riemann dans [a, b] (et son intégrale est L).

## Équidistribution modulo 1
Une suite {a1, a2, a3, ...} de nombres réels est dite équidistribuée modulo 1 ou uniformément répartie modulo 1 si la suite des parties fractionnaires de an, notées {an} ou an - ⌊an⌋, est équidistribuée dans l'intervalle [0, 1].

### Exemples

Illustration du remplissage de l'intervalle unité (abscisse) par les premiers termes n de la suite de van der Corput, pour n de 0 à 999 (ordonnée). Le dégradé de couleur est dû au crénelage.

- Théorème d'équidistribution : La suite de tous les multiples d'un irrationnel α,

0, α, 2α, 3α, 4α,...
est équidistribuée modulo 1.
- Plus généralement, si p est un polynôme avec au moins un coefficient irrationnel (autre que le terme constant), alors la suite p(n) est uniformément répartie modulo 1.

Cela a été prouvé par Weyl.
- La suite log(n) n'est pas uniformément distribuée au modulo 1[3].
- La suite de tous les multiples d'un irrationnel α par les nombres premiers successifs,

2α, 3α, 5α, 7α, 11α...
est équidistribuée modulo 1. C'est un théorème célèbre de la théorie analytique des nombres, publié par Vinogradov en 1948.
- La suite de van der Corput, un exemple simple de suite à discrépance faible, est équidistribuée[6].

### Critère de Weyl
Le critère de Weyl indique que la suite de an est équidistribuée modulo 1 si et seulement si, pour tout nombre entier non nul ℓ,
{\displaystyle \lim _{n\to \infty }{\frac {1}{n}}\sum _{j=1}^{n}\mathrm {e} ^{2\pi \mathrm {i} \ell a_{j}}=0.}
Le critère est nommé et formulé par Hermann Weyl. Il permet de réduire les questions d'équirépartition aux limites sur les sommes exponentielles, une méthode générale et fondamentale.

#### Généralisations
- Une forme quantitative du critère de Weyl est donnée par l'inégalité d'Erdős-Turán.
- Le critère de Weyl s'étend naturellement à des dimensions supérieures, en adoptant la généralisation naturelle de la définition de l'équirépartition modulo 1 :

La suite vn de vecteurs dans Rk est équidistribuée modulo 1 si et seulement si, pour tout vecteur non nul où ℓ ∈ Zk,
{\displaystyle \lim _{n\to \infty }{\frac {1}{n}}\sum _{j=0}^{n-1}e^{2\pi {\rm {i\ell \cdot v_{j}}}}=0.}

#### Exemple d'utilisation
Le critère de Weyl peut être utilisé pour prouver facilement le théorème d'équirépartition, indiquant que la suite des multiples 0, α, 2α, 3α, ... d'un certain nombre réel α est équidistribuée modulo 1 si et seulement si α est irrationnel.
Supposons que α est irrationnel et notons notre suite aj = jα (où j commence à 0, pour simplifier la formule ultérieurement). Soit ℓ ≠ 0 un entier. Comme α est irrationnel, ℓα n'est pas entier donc {\displaystyle \mathrm {e} ^{2\pi {\rm {i\ell \alpha }}}} est différent de 1. En utilisant la formule pour une somme de termes consécutifs d'une suite géométrique, 
{\displaystyle \left|\sum _{j=0}^{n-1}\mathrm {e} ^{2\pi {\rm {i\ell j\alpha }}}\right|=\left|\sum _{j=0}^{n-1}\left(\mathrm {e} ^{2\pi {\rm {i\ell \alpha }}}\right)^{j}\right|=\left|{\frac {1-\mathrm {e} ^{2\pi {\rm {i\ell n\alpha }}}}{1-\mathrm {e} ^{2\pi {\rm {i\ell \alpha }}}}}\right|\leq {\frac {2}{\left|1-\mathrm {e} ^{2\pi {\rm {i\ell \alpha }}}\right|}}},
un majorant qui ne dépend pas de n. Par conséquent, après division par n, le membre de gauche tend vers 0 quand n tend vers l'infini, et le critère de Weyl est vérifié.
À l'inverse, si α est rationnel, alors cette suite n'est pas équidistribuée modulo 1, parce qu'il n'y a qu'un nombre fini de choix possibles pour la partie fractionnaire de aj = jα.

### Théorème de la différence de van der Corput
Le théorème de Johannes van der Corput indique que si, pour tout h, la suite sn+h − sn est uniformément répartie modulo 1, alors il en sera de même pour sn,,.
Un ensemble de van der Corput est un ensemble H d'entiers tels que, si pour tout h de H la suite sn+h − sn est uniformément répartie modulo 1, alors on peut conclure qu'il en sera de même pour sn,.

### Théorèmes métriques
Les théorèmes métriques décrivent le comportement d'une suite paramétrée pour presque toutes les valeurs de certains paramètres α : qui est, pour des valeurs de α ne se trouvant dans un certain ensemble des mesures nulles de Lebesgue.
- Pour toute suite de nombres entiers distincts bn, la suite {bnα} est équidistribuée modulo 1 pour presque toutes les valeurs de α[12].
- La suite {αn} est équidistribuée mod 1 pour presque toutes les valeurs de α > 1[13].

On ne sait pas si les suites {en} ou {πn} sont équidistribuées mod 1. Cependant on sait que {αn} n'est pas équidistribué mod 1, si α est un nombre de Pisot.

## Suite bien distribuée
Une suite {s1, s2, s3, ...} de nombres réels est dite bien répartie sur [a, b] si, pour un sous-intervalle [c,d] de [a, b], nous avons 
{\displaystyle \lim _{n\to \infty }{\left|\{\,s_{k+1},\dots ,s_{k+n}\,\}\cap [c,d]\right| \over n}={d-c \over b-a}\,}
uniformément en k. Il est clair que toute suite bien distribuée est uniformément répartie mais que la réciproque est fausse.[réf. souhaitée]

## Suites équiréparties par rapport à une mesure arbitraire
Pour tout espace mesuré {\displaystyle (X,\mu )}, une suite de points {\displaystyle x_{n}} est dite équidistribuée par rapport à {\displaystyle \mu } si la moyenne des mesures ponctuelles converge faiblement vers {\displaystyle \mu } :
{\displaystyle {\frac {\sum _{k=1}^{n}\delta _{x_{k}}}{n}}\Rightarrow \mu }.
Il est vrai, par exemple, que pour toute mesure de probabilité borélienne sur un espace métrisable séparable, il existe une suite équidistribuée (par rapport à la mesure).